# With Full Force
With Full Force is een Duits muziekfestival dat jaarlijks op het eerste weekend van juli plaatsvindt op het zweefvliegveld Roitzschjora bij Löbnitz, noordelijk gelegen van Leipzig. Het festivalterrein ligt ten zuidoosten van de plaats.

## Geschiedenis
Het festival vond voor het eerst plaats in 1994, in Werdau. Van 1996 tot 1998 was het op het vliegveld in Zwickau. Sinds 1999 is het festival op de huidige locatie.
Er zijn twee podiums, een hoofdtribune voor main acts en een locals only podium voor lokale bands. Het festival is georiënteerd op metal en rock. Bands als Iron Maiden, Soulfly, Hatebreed, Slayer, Motörhead, KoRn, In Flames, Sick of it all, In Extremo, Machine Head en Slipknot stonden al eens op het festival geprogrammeerd.